# Gerald Brown
Gerald Edward „Gerry“ Brown (* 22. Juli 1926 in Brookings, South Dakota; † 31. Mai 2013 in New York City) war ein US-amerikanischer theoretischer Physiker, der sich vor allem mit Kernphysik und nukleare Astrophysik beschäftigte. Seit 1968 war er Professor am Zentrum für Theoretische Kernphysik der State University of New York at Stony Brook.

## Leben und Werk
Brown machte 1946 seinen Bachelor-Abschluss in Physik an der University of Wisconsin und 1948 seinen Master an der Yale University, wo er 1950 promovierte (Ph.D.). 1957 machte er seinen D.Sc. an der University of Birmingham in England (bei Rudolf Peierls), wo er ab 1955 Dozent und 1959/60 Professor für theoretische Physik war. 1958 wurde er Fellow der American Physical Society. Von 1960 bis 1985 war er Professor am Nordita in Kopenhagen sowie gleichzeitig 1964 bis 1968 Professor in Princeton und ab 1968 Professor an der State University of New York in Stony Brook, wo er seit 1988 Distinguished Professor of Physics war.
Brown arbeitete zunächst in der theoretischen Atomphysik (Selbst-Ionisation des Vakuums mit Geoff Ravenhall 1951, Lambshift in schweren Atomen, Elektron-Elektron-Wechselwirkung, genaue Berechnung der Rayleigh-Streuung). In der Kernphysik, wo er über Jahrzehnte einer der führenden Theoretiker der kernphysikalischen Vielteilchentheorie war, arbeitete er z. B. mit Mark Bolsteri über die Dipol-Riesenresonanz, mit Thomas T. S. Kuo über effektive Wechselwirkung von Nukleonen in Atomkernen und über chiral invariante Theorien des Atomkerns (mit Mannque Rho, Dan-Olof Riska), das heißt über Feldtheorien mit Pionen und anderen Mesonen. Mit Mannque Rho führte er 1979 das Little-Bag-Modell von Hadronen ein und 1991 die Brown-Rho-Skalierung. Ab den 1970er Jahren wandte er auch vielfach in Zusammenarbeit mit Hans Bethe aus der Kernphysik gewonnene Zustandsgleichungen in der Theorie kompakter Sterne an (Sternkollaps und Supernovae, Doppelsterne mit kompakten Sternen als Partnern, Entwicklung von Schwarzen Löchern, Gamma Ray Bursts). Er arbeitete ab Ende der 1970er Jahre auch über Bag-Modelle von Nukleonen (Chiral Bag u. a.).
Zu seinen Doktoranden gehört Ulf-G. Meißner.

## Auszeichnungen
Brown war Ehrendoktor der Universitäten von Helsinki (1982), Birmingham (1990) und Kopenhagen (1998).
- 1975 Fellow der American Academy of Arts and Sciences[3]
- 1976 Boris-Pregel-Preis der New York Academy of Sciences
- 1978 Mitglied der National Academy of Sciences
- 1982 Tom-W.-Bonner-Preis für Kernphysik der Amerikanischen Physikalischen Gesellschaft
- 1992 John Price Wetherill-Medaille des Franklin Institute
- 1997 Max-Planck-Medaille der Deutschen Physikalischen Gesellschaft
- 2001 Hans-A.-Bethe-Preis der Amerikanischen Physikalischen Gesellschaft
- 2003 Wilbur Cross Medal der Yale University[4]

## Schriften (Auswahl)
- Unified theory of nuclear models. North Holland, Interscience, 1964, Neuauflage als Unified theory of nuclear models and forces. North Holland, 1967, 1971
- mit Andrew D. Jackson: The Nucleon Nucleon Interaction. North Holland, 1976
- Many body problems. North Holland, 1972
- mit Ravenhall: On the interaction of two electrons. In: Proceedings of the Royal Society A, 208, 1951, S. 552
- mit Bolsteri: Dipole state in nuclei. In: Physical Review Letters, Band 3, 1959, S. 472
- Die Entdeckung der Multipol-Riesenresonanzen in Atomkernen. In: Physikalische Blätter, 1997, S. 710 (Vortrag aus Anlass der Verleihung der Max-Planck-Medaille der DPG)
- mit Kuo: Structure of finite nuclei and the free Nucleon-Nucleon interaction: an application to O18 and F18. In: Nuclear Physics A, Band 85, 1966, S. 40–86
- mit Rho: The chiral bag. In: Comments on Nuclear and Particle Physics, Band 18, 1988, S. 1
- mit Rho: Towards a basis in QCD for nuclear physics. In: Comments on Nuclear and Particle Physics, Band 16, 1986, 245
- mit Rho: Scaling effective Lagrangian in dense medium. In: Physical Review Letters, Band 66, 1991, 2720
- The structure of the Nucleon. In: Physics Today, Januar 1983
- mit Zahed The Skyrme Model. In: Physics Reports, Band 142, 1986, S. 1–102
- mit Wolfram Weise, Gordon Baym, Josef Speth: Relativistic effects in nuclear physics. In: Comments on Nuclear and Particle Physics, Band 17, 1987, 37
- mit Bethe, Applegate, James Lattimer: Evolution of state in the gravitational collapse of stars. In: Nuclear Physics A, 324, 1979, S. 487
- Brown, Bethe: Evolution of binary compact objects that merge. In: Astrophysical Journal, Band 506, 1998, S. 780, arxiv:astro-ph/9802084
- mit Bethe: How a Supernova explodes. In: Scientific American, Mai 1985
- The Nucleon-nucleon Interaction and the Nuclear Many-body Problem: Selected Papers of Gerald E. Brown and T. T. S. Kuo. In: World Scientific, 2010
- Fly with eagles. In: Annual Review Nucl. Partl. Sci., Band 51, 2001, S. 1–22 (Autobiografisch)